# Drejestige
Drejestigen eller stigevognen er en lastbil med fastmonteret, drejebar og enten mekanisk eller hydraulisk udskydelig stige, der som oftest er bygget i aluminium. Den kan typisk række ca. 25-30 meter, svarende til 4.-7. etage. Køretøjet har som primær opgave at foretage personredning i højden – dvs. redde personer ud af lejligheder i højhuse. Den kan således betragtes som såvel et redningskøretøj som en brandbil.
En del nyere stigevogne har monteret et "knækled", der giver mulighed for, at den yderste stykke af stigen kan tiltes op til 90° i forhold til resten af stigen. Dette betyder, at stigen kan nå ind over en tagryg eller bedre nå en lejlighed i en smal gade.
De fleste drejestiger medbringer en redningskurv (evt. fastmonteret), som brandmanden kan stå i og modtage personer. Ligeledes medbringes også mange steder en vandkanon (kan også være fastmonteret), hvorved slukning i højden muliggøres.

## Andre stiger
Ud over den almindelige stigevogn, findes der indenfor Redningsberedskabet andre og lignende enheder:
- Afprodsstige
- Påhængsstige
- Redningslift

### Afprodsstige
Afprodsstigen fremføres på et andet køretøj og afprodses (frigøres), når den skal i brug. Den anvendes typisk til indsats inde i gården for en ejendom, hvor stigevognen, enten på grund af manglende plads eller en port, ikke selv er i stand til at køre ind.
Afprodsstigen har ofte sin egen motor, så den selv kan køre frem til stedet, hvor den skal bruges og efterfølgende rejse stigen. Herhjemme er den kun i anvendelse hos beredskaberne i København og på Frederiksberg.
Fælles for afprodsstigen og stigevognen er dog, at de begge fremføres af en fast bemanding på to brandmænd.

### Påhængsstige
Påhængsstigen fremføres af et andet køretøj – ofte slangetenderen – som et påhængskøretøj og anvendes typisk i landkommuner med enkelte højere bygninger.
Påhængsstigen er ikke motoriseret og må således fremføres ved, at personer selv trækker stigen fra det trækkende køretøj frem til stedet, hvor den skal bruges. Ligeledes bliver den rejst ved håndkraft, når den er på plads.
Fælles for påhængsstigen og afprodssstigen er, at de ikke ses med redningskurv eller vandkanon, samt at længden sjældent overstiger 20 meter.

### Redningslift
Redningsliften har i de senere år vundet indpas flere steder og minder på mange områder om en lift til almindeligt arbejdsbrug: Forskellen ligger i, at kurven for enden af liften ofte har fastmonteret en vandkanon, samt at der stilles større sikkerhedskrav. 
I Danmark er der pr. 2006 kun mobillifte i drift. Disse har tre led og tillader indsatser i ca. 33 meters højde. For at kunne opfylde sikkerhedskravene har disse fået bygget stiger langs liftens arme, så mandskab i kurven kan evakueres, hvis liften går i stå.
Udenfor landets grænser har man også sat teleskoplifte i drift med rækkevidder på 53 meter.
Fordelen med en redningslift frem for den almindelige stigevogn er dens "knækled", der f.eks. muliggør indsats på den modsatte side af en tagryg eller at række ind over elledninger langs vejen. En redningslift tager længere tid at klargøre til brug end en "almindelig" drejestige.
I stil med stigevognen fremføres redningsliften af to brandmænd.

## Amerikanske stiger
Hos amerikanske beredskaber anvender man desuden nogle lidt andre enheder:
- Tiller-stige
- Quint

### Tiller
Tiller-stigen er en amerikansk opfindelse (og anvendes kun i USA), hvor selve stigen er monteret på en sættevogn med én aksel. Fra stigens/anhængerens førerhus styres dels stigen under indsatsen, men har desuden et rat, så anhængerens aksel kan drejes under fremkørsel i takt med, at trækkeren ligeledes drejer.
Længden på denne stige er typisk ca. 100 fod (ca. 30 meter) og bemandes med 4-7 brandmænd: 3-6 mand i trækkeren (herunder 1 befalingsmand) og 1 mand på anhængeren. En fast bemanding på to er dog set visse steder.

### Quint
Quint er en tysk opfindelse, hvor en automobilsprøjte og en drejestige er bygget sammen til ét køretøj. Betegnelsen stammer fra det latinske præfix quinque, der betyder fem, og referer til køretøjets fem funktioner: Pumpe, vandtank, slanger, drejestige og almindelige stiger.
Fordelen ved køretøjet er, at man populært sagt får to køretøjer for et køretøjs pris og er dermed et mere alsidigt redskab. Der er dog den kraftige ulempe, at såfremt stigen skal i anvendelse et andet sted end den er i indsats som sprøjte, kan indsatsen blive forsinket væsentligt, da man først er nødt til standse slukningen og siden frakoble slangerne.
Stigen er ofte lidt kortere end på en almindelig drejestige og rækker typisk 80-100 fod (ca. 25-30 meter). Bemandingen sammensættes lokalt, men har typisk plads til en chauffør/pumpepasser, en befalingsmand og fire brandmænd – altså i alt seks mand.